# Slap Bena
Slap Bena, omenjeni slap ustvarja potok Bena, ki je pri naselju Dole pri Litiji. Dostop do bližine slapa je po gozdni cesti iz zaselka Vahta pri Zagozdu do ruševin starega mlina v dolino imenovano Reka, kjer se cesta tudi konča. Slap je še okoli 300 m naprej ob potoku navzdol. Slap Bena je zelo slikovit, saj ima več manjših slapičev pred osrednjim slapom, ki pada 8 m globoko.